# Студия ПиЭФ
Студия «ПиЭФ» («Студия первого и экспериментального фильма», в настоящее время — кинокомпания «Север») была основана в 1988 году Алексеем Германом-старшим. Цель и задача студии — обеспечить молодым режиссёрам возможность начала творческой деятельности, предоставить площадку для творческих экспериментов.
В числе режиссёров, снимавших свои картины на Студии ПиЭФ — Виталий Каневский (фильм «Замри — умри — воскресни!», 1989), Виталий Манский (фильм «Еврейское счастье», 1990), Алексей Балабанов (фильм «Счастливые дни», 1991), Лидия Боброва (фильм «Ой, вы, гуси», 1991), Сергей Овчаров (фильм «Барабаниада», 1993), Ирина Евтеева (мультипликационный фильм «Петербург», 2003), Рамиль Салахутдинов (фильм «Кружение в пределах кольцевой», 2007), Владимир Мосс (Мосейкин) (фильм «Сумерки», 2009). Отсылку к Студии «ПиЭФ» имеет и фильм А.Германа «Хрусталёв, машину!» (см. статью «Премия «Ника» за лучший игровой фильм», премия за 1999 г.).
Художественным руководителем с момента основания и до своей смерти в 2013 году являлся советский и российский кинорежиссёр Герман Алексей Юрьевич, редактор фильмов-дебютов — Аржакова Нелли Михайловна.